# Myles Beerman
Myles Beerman (Mġarr, 1999. március 13. –) máltai válogatott labdarúgó, jelenleg a Hibernians játékosa.

## Pályafutása

### Klub
Hazájában a Floriana csapatában kezdett megismerkedni a labdarúgás alapjaival, majd 2014-ben aláírt a Manchester City akadémiájához, amit a FIFA vizsgált. 2016 májusában távozott az angol klubtól. Csatlakozott a skót Rangers együtteséhez, ahova két évre írt alá. 2017. április 5-én debütált a Kilmarnock elleni bajnoki mérkőzésen kezdőként. Ezt követően még 6 bajnokin és egy kupa találkozón lépett pályára. 2008. január 4-én kölcsönbe került a Queen of the South csapatához. Ezek után kölcsönben megfordult még a Birkirkara és a Gżira United csapataiban. 2019. augusztus 15-én három éves szerződést kötött a Hibernians csapatával.

### Válogatott
Tagja volt a hazai rendezésű 2014-es U17-es labdarúgó-Európa-bajnokságon részt vevő válogatottnak, mindössze 15 évesen. 2017. június 6-án bemutatkozott a felnőtt válogatottban az ukrán labdarúgó-válogatott ellen, 1 percet töltött a pályán, miután a 92. percben váltotta Steve Borgot. Szeptember 5-én a máltai U21-es labdarúgó-válogatottban az első gólját a magyar U21-es labdarúgó-válogatott ellen szerezte meg. A mérkőzés 19. percében Beerman egy szóló végén egyenlített, de a mérkőzést 2–1-re elvesztették.

## Statisztika
2020. március 7-i állapotnak megfelelően.
| Klub               | Szezon           | Bajnokság             | Bajnokság | Bajnokság | Kupa  | Kupa  | Ligakupa | Ligakupa | Nemzetközi | Nemzetközi | Összesen | Összesen |
| Klub               | Szezon           | Bajnokság             | Mérk.     | Gólok     | Mérk. | Gólok | Mérk.    | Gólok    | Mérk.      | Gólok      | Mérk.    | Gólok    |
| ------------------ | ---------------- | --------------------- | --------- | --------- | ----- | ----- | -------- | -------- | ---------- | ---------- | -------- | -------- |
| Rangers            | 2016–17          | Skót Premiership      | 7         | 0         | 1     | 0     | —        | —        | —          | —          | 8        | 0        |
| Rangers            | 2017–18          | Skót Premiership      | 0         | 0         | 0     | 0     | 0        | 0        | 0          | 0          | 0        | 0        |
| Rangers            | Összesen         | Összesen              | 7         | 0         | 1     | 0     | 0        | 0        | 0          | 0          | 8        | 0        |
| Queen of the South | 2017–18          | Skót Championship     | 3         | 0         | 1     | 0     | 0        | 0        | —          | —          | 4        | 0        |
| Birkirkara         | 2018–19          | Máltai Premier League | 8         | 0         | 0     | 0     | —        | —        | —          | —          | 0        | 0        |
| Gżira United       | 2018–19          | Máltai Premier League | 7         | 0         | 3     | 0     | —        | —        | 0          | 0          | 10       | 0        |
| Hibernians         | 2019–20          | Máltai Premier League | 13        | 1         | 1     | 1     | —        | —        | —          | —          | 14       | 2        |
| Hibernians         | 2020–21          | Máltai Premier League | 0         | 0         | 0     | 0     | —        | —        | 0          | 0          | 0        | 0        |
| Karrier összesen   | Karrier összesen | Karrier összesen      | 38        | 1         | 6     | 1     | 0        | 0        | 0          | 0          | 44       | 2        |